# Emilie von Berlepsch
Emilie von Berlepsch, née le 26 novembre 1755 à Gotha et morte le 27 juillet 1830 à Lauenburg, est une femme de lettres allemande et une des premières avocates des droits des femmes. Elle écrit de la poésie, des essais, des récits de voyage et une pièce de théâtre. 

## Biographie
Dorothea Friderika Aemilia von Oppel est la fille de Carl Georg August von Oppel (de), vice-chancelier ducal, et de la comtesse Amalie Dönhoff.  
En 1771, âgée de seize ans, elle épouse Friedrich Ludwig von Berlepsch (de), conseiller royal et président de la Haute cour de Hanovre. Ils ont deux filles, Caroline (1777-1780) et Luise (1774-) , et un fils, Friedrich Carl Emil (1775-1802). Le couple divorce à la fin de 1787,,.
Dans les mois qui suivent son divorce, Emilie von Berlepsch vit alternativement à Hanovre, Göttingen et Weimar. En 1797, elle séjourne à Dresde et Franzensbad, où elle retrouve l'écrivain Jean Paul, qu'elle connaît déjà depuis plusieurs mois et avec lequel elle entretient une relation amoureuse. Les fiançailles ont lieu en janvier 1798, mais sont rompues le mois suivant. 
En 1800, après un séjour en Écosse, Emilie von Berlepsch retourne en Allemagne et épouse le conseiller de district et de domaine August Heinrich Ludwig Harms (de) à Redefin près de Schwerin le 5 juin 1801. Trois ans plus tard, le couple s'installe en Suisse, près de Berne. En 1806, ils achètent le domaine viticole Mariahalden près d'Erlenbach au bord du lac de Zurich. Celui-ci devient au cours des années suivantes un lieu de rencontre culturel, fréquenté notamment par  Talleyrand. Des problèmes financiers contraignent le couple à retourner en Allemagne en 1813 et à vivre dans le Mecklembourg, à Hanovre, Schwerin et Lauenburg. Mariahalden est vendu en 1817 et les dernières années de la vie d'Emilie von Berlepsch sont marquées par la pauvreté.
Elle décède le 27 juillet 1830 à Lauenburg, à l'âge de 74 ans.
En 1823, son biographe Carl Wilhelm Otto August von Schindel la présente comme « une femme digne de respect par son cœur et son esprit, qui était l'une des autrices les plus spirituelles et les plus instruites d'Allemagne, tant dans sa prose que dans ses œuvres poétiques ».

## Œuvre littéraire

### Écrits féministes
Emilie von Berlepsch est une autrice reconnue dès les années 1780. Elle publie, en 1785, des récits de voyage anonymes dans des magazines, puis des poèmes dans le Göttinger Musenalmanach (de). Sa première œuvre majeure est Sammlung kleiner Schriften und Poesien (Recueil de petits écrits et de poésie), qui paraît en 1787, l'année de son divorce. En 1791, elle publie Über einige zum Glück der Ehe nothwendige Eigenschaften und Grundsätze (Sur certaines qualités et principes nécessaires au bonheur du mariage), une réflexion sur le bonheur dans le mariage. Cet ouvrage la fait connaître également comme militante des droits des femmes. Elle y critique le peu d'estime que la société a pour les femmes, qu'elle qualifie de misogynie, et combat les stéréotypes et préjugés qui veulent que les femmes n'aient ni de volonté propre ni le courage de l'exprimer et idéalisent les attitudes langoureuses. Elle soutient que les femmes n'ont ni le droit ni la possibilité de se plaindre ; les femmes ne sont pas, par nature, prisonnières de leurs émotions et les hommes ne sont pas des tyrans naturels. Elle fait référence notamment à Mary Wollstonecraft,. 

« Nous devons apprendre à être seules ! Nous devons rendre notre façon de penser, notre caractère si honorables à nos propres yeux que le jugement des autres ne puisse pas nous égarer dans notre jugement éprouvé et juste de nous-mêmes. »

— Emilie von Berlepsch, Glück der Ehe

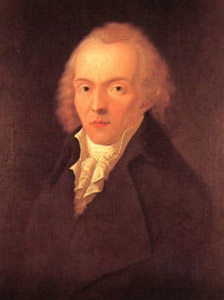
Jean Paul vers 1798 au moment de ses fiançailles avec Emilie von Berlepsch.

Elle plaide pour l'indépendance politique, sociale et culturelle des femmes. Elle est le modèle pour le personnage de la comtesse émancipée Linda de Romeiro dans le roman Titan de Jean Paul.

### Sur la Suisse
Après la rupture de ses fiançailles en 1798, Emilie von Berlepsch passe les mois suivants en Suisse. Elle proteste contre l'occupation du pays par la France dans Einige Bemerkungen zur richtigen Beurtheilung der erzwungenen Schweizer-Revolution und Jacques Mallet-du-Pans Geschichte derselben (Quelques remarques sur le bilan correct de la Révolution suisse forcée et l'Histoire de la Révolution de Jacques Mallet-du-Pan) en 1799. En raison de la situation politique, Emilie von Berlepsch s'engage à ne plus remettre les pieds sur le sol suisse jusqu'à la fin de l'occupation. 

### Sur l'Écosse

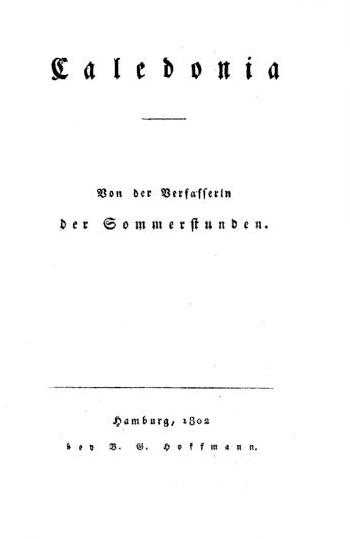
Page de couverture de la première édition de Caledonia, 1802.

Emilie von Berlepsch quitte donc la Suisse pour voyager en Écosse jusqu'en 1800. Elle est parfois accompagnée de son ami Johann Gottfried Herder et du pasteur James Macdonald, un proche de Christoph Martin Wieland. Ce voyage est à l'origine de l'œuvre la plus importante d'Emilie von Berlepsch, Caledonia. Les descriptions de voyage sont entrecoupées de considérations personnelles et contiennent une longue discussion avec Mary Wollstonecraft. 
Caledonia paraît avec la mention « Par l'autrice de Sommerstunden » sans plus de précision – une manière courante de publier des textes de femmes à l'époque. L'ouvrage est considéré jusqu'en 1995, comme l'une des descriptions les plus importantes de l'Écosse en allemand, bien qu'il soit tombé dans l'oubli au xixe siècle après la parution d'autres récits de voyage comme ceux de Walter Scott.

## Publications
- Drei Theaterreden (dans Heinrich August Ottokar Reichardts (de) Theaterkalender auf das Jahr 1785)
- Sammlung kleinerer Schriften und Poesien, Göttingen, Dieterich, 1787
- Gedichte (paru dans Göttinger Musenalmanach; 1791)
- Über einige zum Glück der Ehe nothwendige Eigenschaften und Grundsätze (paru dans Der Neue Teutsche Merkur; 1791)
- Sommerstunden 1. Band. (poèmes.) Zürich, Orell, Gessner Füssli, 1794. (Lire en ligne)
- Einige Bemerkungen zur richtigern Beurtheilung der erzwungenen Schweizer-Revolution und Mallet du Pans Geschichte derselben. Leipzig, Dyk, 1799. (Lire en ligne)
- Fantasieen auf einer Reise durch Gegenden des Friedens. Hanovre, Hehring, 1799, (Lire en ligne).
- Caledonia (1802–1804) (Lire en ligne)